# Castell de Llo
El Castell de Llo era una antiga fortificació medieval de la comuna de Llo, a la comarca de l'Alta Cerdanya, de la Catalunya del Nord.
Les seves poques restes estan situades damunt del turó, anomenat el Lladrer, on es drecen les ruïnes de la capella del castell, Sant Feliu de Castellvell, damunt al sud-est del poble de Llo.
Depenia del castell la Torre del Vacaró, torre de guaita situada en el poble de Llo.